# هربرت باتلر
هربرت باتلر (بالإنجليزية: Herbert Butler)‏ (11 يوليو 1906 في المملكة المتحدة - ) هو لاعب كرة قدم بريطاني في مركز مهاجم داخلي. لعب مع كريستال بالاس ونادي بلاكبول ونادي ساوثبورت ونادي كرو ألكساندرا ونادي تشستر سيتي ونادي تشورلي.